# Антоан Бело
Антоа̀н Бело̀ (на френски: Antoine Bello), роден на 25 март 1970 г., е френско-американски писател, роден в Бостън, Масачузетс. Пише на френски език и книгите му са преведени на около десет езика.
Първата книга на Бело, „Les Funambules“ (ISBN 2-07-074502-3), е сборник с кратки разкази, публикуван през 1996 година.
След нея Бело е публикувал седем романа, от които само един в английски превод под заглавието „The Missing Piece“ („Липсващото парче“, ISBN 0-15-601337-1).
Основното произведение на Бело, известно като трилогията „Falsificateurs“ („Фалшификаторите“), се върти около тайна международна организация, CFR, която подправя реалността и пренаписва историята. Първата част от трилогията, „Les Falsificateurs“ (ISBN 2-07-035527-6), е публикувана през 2007 г. Втората част, „Les Éclaireurs“ („Скаути“, ISBN 2-07-012426-6), е публикувана през 2009 г. и отличена с престижната литературна награда „France Culture/Télérama“ на радио France Culture и списание Télérama. Третата част, „Les Producteurs“ („Продуцентите“), излиза през 2015 г.
През септември 2015 г. Антоан Бело обявява, че предоставя годишните си приходи от авторски права като дарение на Фондация Уикимедия. Причината е, че Бело редовно ползва Уикипедия, докато прави проучванията за книгите си, и че с дарението си от 50 000 долара той „само връща услугата, защото Уикипедия го изумява всеки път, когато потърси в нея информация“. Това е първото дарение на приходи от авторски права, което творец прави за Уикимедия.